# Adamowo (rejon brasławski)
Adamowo (biał. Адамова; ros. Адамово) – wieś na Białorusi, w obwodzie witebskim, w rejonie brasławskim, w sielsowiecie Słobódka.

## Historia
W czasach zaborów wieś leżała w granicach Imperium Rosyjskiego.
W latach 1921–1945 kolonia leżała w Polsce, w województwie nowogródzkim (od 1926 w województwie wileńskim), w powiecie brasławskim, w gminie Słobódka.
Według Powszechnego Spisu Ludności z 1921 roku zamieszkiwało tu 125 osób, 1 była wyznania rzymskokatolickiego, 124 staroobrzędowego. Jednocześnie 1 mieszkaniec zadeklarował polską przynależność narodową a 124 białoruską. Były tu 24 budynki mieszkalne. W 1931 w 28 domach zamieszkiwało 169 osób. 
Wierni należeli do parafii rzymskokatolickiej w Słobódce. Miejscowość podlegała pod Sąd Grodzki w Brasławiu i Okręgowy w Wilnie; właściwy urząd pocztowy mieścił się w Słobódce.

## Urodzeni w Adamowie
- Witold Stankiewicz –  podpułkownik dyplomowany piechoty Wojska Polskiego, kawaler Orderu Virtuti Militari, ofiara zbrodni katyńskiej[7].